# Felsőlápos
Felsőlápos (lengyelül: Łapsze Wyżne) község Lengyelországban, a Szepesi-Magura északnyugati végénél. Neve a gorál „lapsy” (= lapu) főnévből ered.

## Fekvése
Szepesófalutól 16,5 km-re nyugatra, Zakopanetól 31 km-re északkeletre, a Lapszanka-patak völgyében található.

## Története
Első írásos említése 1437-ben (Laps) történik. A középkorban a Berzeviczy család tulajdonában állt.
A 18. század végén Vályi András így ír róla: „LAPS. Alsó és Felső Laps. Két falu Szepes Vármegy.”
A 19. században a Palocsay-Horváth család birtoka volt. Neve 1906-tól Felsőlápos. Lakossága 1910-ben 723 fő volt, többségében szlovák nemzetiségű. A trianoni diktátum előtt Szepes vármegye Szepesófalui járásához tartozott, attól kezdve 1939-ig Lengyelországé. Majd a független Szlovákia része 1945-ig, onnantól megint Lengyelország birtokolja.

## Nevezetességei
Szent Péter és Szent Pál tiszteletére szentelt római katolikus plébániatemplom.